# Arancia del Gargano
Arancia del Gargano è un prodotto ortofrutticolo italiano a indicazione geografica protetta.